# Calamity Jane
Calamity Jane, pravim imenom Martha Jane Canary (Princeton, Missouri, 1. svibnja 1856. – Terry, South Dakota, 1. kolovoza 1903.), američka graničarka, strijelac, vojna izviđačica, borac protiv Indijanaca, prostitutka i ikona Divljeg zapada. Bila je veoma vješta s oružjem, odijevala se kao muškarac i imala problema s alkoholizmom, a poznata je po svom prijateljstvu s Divljim Billom Hickokom (1837. – 1876.) i sudjelovanju u Wild West Showu Buffalo Billa Codyja (1846. – 1917.).

## Životopis
Podaci o njenom životu su zbunjujući zahvaljujući njenom kasnijem prepričavanju svoga života kojeg je obogaćivala kontradiktornim podacima, ali i zbog kasnijih priča i legendi koje su se nakupile u kasnijim godinama. Rodila se vjerojatno 1852. ili 1856. godine u Missouriju kao jedno od šestero djece Roberta Wilsona Canaryja i Charlotte M. Canary. Majka joj je umrla od leukemije, a otac se srušio u polju od infarkta zbog čega je ostala siroče u dobi od četrnaest godina. Morala se brinuti o mlađoj braći i sestrama, a nakon što se s njima preselila u Piedmont, Wyoming, prihvaćala je sve poslove kako bi preživjela, od peračice posuđa, prenašanja teških tereta pa do pomoćne kuharice, čuvarice volova i prostitucije. Kada je odrasla počela se ponašati i odijevati kao muškarac, piti alkohol, pucati kao kauboj i pretjerivati u pričanju priča o svojim doživljajima
Godine 1870. postala je vojna izviđačica u Wyomingu u redovima generala Georgea A. Custera, prilikom čega se odijevala u vojnu odoru, kao i ostali vojnici. Godine 1872. sudjelovala je s generalima Custerom, Nelsonom Milesom i Georgeom Crookeom u gušenju indijanskog ustanka , koji je trajao do jeseni 1873. godine. U to vrijeme zaradila je svoj nadimak calamity (nevolja).
Godine 1876. našla se u Deadwood u Južnoj Dakoti, gradiću ogrezlom u kriminal i bezakonje u kojem je zarađivala za život noseći teret i vučući strojeve u okolne logore. Vjerojatno je tu prvi put upoznala Divljeg Billa Hickoka koji je uskoro bio ubijen u pucnjavi u saloonu. Kasnije je prepričavala kako su se oni upoznali prvi put znatno ranije i kako su bili dobri prijatelji, a postoje i priče da su bili u ljubavnoj vezi pa čak da su se bili i vjenčali te imali dijete zajedno.
Jane je ostala živjeti u Deadwoodu i snalazila se za život na razne načine. Godine 1878. za vrijeme epidemije velikih boginja njegovala je brojne pacijente. Godine 1882. kupila je ranč u Miles Cityju u Montani, gdje je uzgajala stoku, ali je već sljedeće godine otputovala u Kaliforniju, a odatla je 1884. godine otputovala u El Paso u Teksasu, gdje je upoznala Clintona Burkea za kojeg se udala 1885. godine. Godine 1889. odselila se s njim u Boulder u coloradu gdje su zajedno vodili hotel do 1893. godine. Nakon toga su Burke i Jane putovali čitavim Zapadom, a ona je koristila svaku priliku da priča svoju životnu priču bilo kome tko je bio voljan slušati je.
Zbog njenih vještina da puca i jaše konja kao bilo koji muškarac, Buffalo Bill ju je 1895. godine pozvao u svoj Wild West Show. Neko je vrijeme sudjelovala u performansama, ali je zbog alkoholizma dobila otkaz. Godine 1900. je dobila pomoć i posao te je ponovno stala na noge, ali je opet sve upropastila zbog sklonosti alkoholu i divljem ponašanju. Godine 1903. vratila se posljednji put na područje planina Black Hills gdje je našla posao kuharice i pralje i bordelu. Krajem ljeta je oboljela od upale pluća u gradiću Terryju, nedaleko od Deadwooda. Posljednja joj je želja bila da bude pokopana na groblju uz Divljeg Billyja Hickoka.

## U popularnoj kulturi
U vestern filmu "Čovjek iz prerije" (The Plainsman, 1936.) glumila ju je Jean Arthur, dok je Divljeg Billa glumio Gary Cooper. U glazbenom vesternu Calamity Jane iz 1953. godine glumila ju je Doris Day, a Divljeg Billa Howard Keel.
Calamity Jane je jedan od glavnih likova u epizodi Calamity Jane, poznatog francusko-belgijskog stripa Lucky Luke.

## Vanjske poveznice
- Calmaity Jane – Britannica Online (engl.)
- Calamity Jane, grubijanka Zapada – legendsofamerica.com (engl.)
- Calamity Jane – deadwood.com (engl.)
- Calamity Jane – biography.com (engl.)
- Calamity Jane: Heroina ravnice kojoj su svi okrenuli leđa – povijest.hr